# كأس العالم للشطرنج 2017
كأس العالم للشطرنج 2017 هو موسم من كأس العالم للشطرنج. شارك فيه  128 فريقاً، وفاز فيه ليفون أرونيان.